# Nicolai Johan Lohmann Krog
Nicolai Johan Lohmann Krog (Drangedal, 1787 – Christiania, 15 ottobre 1856) è stato un politico norvegese, ministro di Stato della Norvegia dal 1836 al 1855.